# Christian Ferdinand Friedrich Hochstetter
Christian Ferdinand Friedrich Hochstetter (16 februari 1787 - 20 februari 1860) was een Duits botanicus en protestantse predikant en een inwoner van Stuttgart. Hij was de vader van de geoloog Ferdinand Hochstetter (1829-1884).
In 1807 behaalde Hochstetter zijn mastergraad in de theologie in Tübingen. Hoewel hij nog student was werd hij lid van een geheim genootschap onder leiding van Carl Ludwig Reichenbach (1788-1869), die plannen had om een kolonie te stichten op Tahiti (Otaheiti-Gesellschaft). In 1808 werd de organisatie ontdekt door de autoriteiten en haar leden werden gearresteerd op verdenking van verraad. Hochstetter werd voor een korte periode opgesloten voor zijn kleine rol in het geheime genootschap.
Later bracht hij zes maanden door als leraar in een particuliere instelling in Erlangen. Vervolgens werd hij voor 4 jaar privé-leraar in het huis van de minister van Altenstein. In 1816 werd hij predikant en schoolinspecteur in Brno. In 1824 verhuisde hij naar Esslingen am Neckar, waar hij instructeur werd op het seminarie en in 1829 pastoor te Esslingen. Hier richtte hij, samen met Ernst Gottlieb von Steudel, Unio Itineraria op (deels  organisatie voor natuurhistorische expedities, deels ruilbeurs voor botanische en andere vondsten). Unio Itineraria verkocht specimens aan particuliere verzamelaars en aan dealers in andere Europese steden zoals Londen, waar de organisatie een agentschap onderhield.
Hochstetter publiceerde talrijke geschriften over plantkunde, mineralogie en natuurlijke historie, alsmede over theologie en onderwijs. Samen met Von Steudel publiceerde hij een boek over plantensoorten van Duitsland en Zwitserland met als titel Enumeratio plantarum Germaniae Helvetiaeque indigenarum. Samen met Moritz August Seubert publiceerde hij Flora Azorica, een verhandeling over de flora van de Azoren.
Het botanische geslacht Hochstetteria van de familie Asteraceae is naar hem vernoemd.
- Author citation (botany): Hochst.
- Gemeinsame Normdatei: 116921544
- International Standard Name Identifier: 0000 0000 7995 9839
- Library of Congress Control Number: n91011958
- Nationale Bibliotheek van Tsjechië: xx0195976
- Nationale bibliotheek van Australië: 35747863
- Nationale Bibliotheek van Israël: 987007271272205171
- Nederlandse Thesaurus van Auteursnamen: 126865701
- Système universitaire de documentation: 152046313
- Museum of New Zealand Te Papa Tongarewa: 49958
- Trove: 1069165
- Virtual International Authority File: 52454024
- WorldCat: E39PBJwMwK7TByJCFJqmWM7mBP